# Bernardston
Bernardston est une ville du Comté de Franklin au Massachusetts, fondée en 1738.
Sa population était de 2 129 habitants en 2010.

## Nom
Le nom de la municipalité provient du gouverneur du Massachusetts, à l'époque où le village devient une municipalité, Francis Bernard.